# Pivovar Podmokly

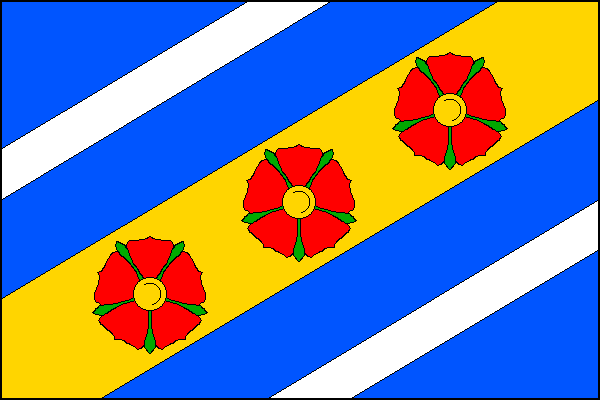
Vlajka Podmokly

Pivovar Podmokly stojí ve východní části obce Podmokly na Radnicku nedaleko tamního zámku.

## Historie
Pivovar vznikl roku 1717, ovšem někdy se uvádí také rok 1654. Původně se jednalo o vrchnostenský, od 19. století o soukromý pivovar, mezi jehož majitele patřila také pivovarská rodina Hlaváčkova. Největší výstav činil 1200 hl. Pivovar byl naposledy v provozu v roce 1942. 
V okolí obce se rozprostíraly chmelnice, které se ještě ve 20. století táhly přes Rakovnicko na sever k Žatci. Dnes jsou téměř všechny zrušeny.

## Zajímavosti
Veškeré pivní tácky pivovaru Podmokly